# Estació de Bogatell
|  | Aquest article tracta sobre l'actual estació de metro. Vegeu-ne altres significats a «Estació de Bogatell (MZA)». |

Bogatell és una estació de la L4 del Metro de Barcelona situada sota el carrer Pujades al districte de Sant Martí de Barcelona.
L'estació va entrar en servei el 1977 com a part de la Línia IV i amb el nom de Pedro IV fins que el 1982 amb la reorganització dels números de línies i canvis de nom d'estacions va adoptar el nom actual.
| Metro de Barcelona     |                             |                                              |         |                        |
| Procedència/Destinació | <                           | Línia                                        | >       | Procedència/Destinació |
| Trinitat Nova          | Ciutadella \| Vila Olímpica | Logotip de la Línia 4 del metro de Barcelona | Llacuna | La Pau                 |

## Accessos
- Carrer de Pujades - Carrer de Zamora - Carrer de Pere IV
- Carrer de Pujades - Carrer de Pamplona